# Locomotiva MÁV 242
La locomotiva MÁV 242  era una locotender di rodiggio 2-2-2 T delle Ferrovie statali dell'Ungheria. Faceva parte di un gruppo di quattro unità, costruite tra 1936 e 1939, dalle caratteristiche piuttosto inusuali in quanto carenate aerodinamicamente secondo la "moda" dell'epoca riguardo alle locomotive per i treni espressi veloci.

## Le premesse
Al termine della prima guerra mondiale, in seguito alla disfatta dell'Impero Austroungarico e alla sua dissoluzione, le ferrovie statali dell'Ungheria si trovarono in una situazione particolarmente critica; le spartizioni territoriali la privarono di molte linee e ne decurtarono l'estensione di molte altre. Inoltre le consegne di molti dei suoi rotabili, a titolo di risarcimento dei danni di guerra alle potenze vincitrici, cui fecero seguito le conseguenze della Grande depressione, non permisero di risollevarsi dalla crisi neanche nel decennio successivo rimanendo così indietro rispetto agli altri paesi europei. Verso la metà degli anni trenta si manifestò l'urgenza di costruire nuove locomotive di caratteristiche più avanzate per l'effettuazione dei treni espressi. Le locomotive avrebbero dovuto avere caratteristiche di velocità elevata, dell'ordine dei 120 km/h, ma anche di peso assiale contenuto ed essere in grado di trainare treni di 4-5 carrozze sui percorsi nazionali ormai piuttosto contenuti in lunghezza. Seguendo le tendenze progettuali dell'epoca le locomotive avrebbero dovuto essere carenate. La commessa fu affidata alla fabbrica nazionale di locomotive MÁVAG.
Venne scelto un rodiggio simmetrico, 2-2-2, ed evitato l'uso del tender a rimorchio allo scopo di ricavare una locomotiva perfettamente bidirezionale che evitasse, al termine dei servizi, l'uso di piattaforme girevoli e il relativo perditempo. Il progetto seguiva la falsariga di quelli di inizio secolo adottati per le locomotive in servizio passeggeri suburbano, in genere di rodiggio 1-2-1, ma l'incremento di potenza necessario, la massa complessiva maggiore e, soprattutto, la maggiore velocità richiesta fecero sì che venisse adottato un carrello biassiale sia anteriore che posteriore. La configurazione fu scelta e implementata in modo da consentire l'inscrizione delle locomotive nelle curve strette, fino a 150 m di raggio.
Il limitato raggio di azione previsto, dell'ordine dei 250 km, permise la scelta di una macchina del tipo locotender sebbene ciò costituisse un limite in relazione ai rifornimenti di acqua e di carbone, le cui scorte massime erano di 4,9 tonnellate di carbone e di 10 metri cubi di acqua; tuttavia ciò dava il vantaggio di un minor peso da trainare, per l'assenza del tender. Venne rivisto il progetto del sistema di frenatura in funzione delle velocità elevate adottando la frenatura ad aria compressa sistema Knorr con freno continuo automatico su tutto il convoglio.
Per la costruzione del forno venne adottata, per le prime due unità, la soluzione tipica della scuola ungherese che prevedeva il forno in acciaio anziché in rame. All'interno di esso venne adottata una griglia di bruciatura ampia e inclinata per una facile pulitura dato che l'utilizzo del carbone ungherese o di provenienza dell'Est europeo produceva molte scorie. Le ulteriori due locomotive adottarono invece il più comune forno in rame che riduceva i rischi di crettatura rispetto a quello in acciaio. La caldaia venne costruita in grado di sopportare una pressione di esercizio di 18 bar e venne impiegato il surriscaldamento secondo il sistema Schmidt. Il motore venne costruito a 2 cilindri a semplice espansione; la distribuzione a pistoni ("cassetto cilindrico") era comandata da un meccanismo a bielle del tipo Heusinger. La locomotiva venne giudicata un successo della tecnica ungherese ma l'approssimarsi degli eventi che condussero alla seconda guerra mondiale non consentì un ulteriore sviluppo del progetto che rimase così limitato ai quattro esemplari prodotti.

## La carenatura
La locomotiva venne interamente carenata a simiglianza della Locomotiva LNER classe A4. La copertura avvolgeva integralmente la caldaia e tutte le apparecchiature; a fianco del fumaiolo erano posti due deflettori che avevano lo scopo di creare alle velocità più elevate una corrente depressiva d'aria in grado di asportare velocemente verso l'alto i gas di scarico. La parte bassa più squadrata ricopriva anche il meccanismo motore e la trasmissione a bielle ma in seguito alle esperienze di esercizio, in un secondo tempo, venne eliminata la parte che copriva il rodiggio allo scopo di facilitarne la manutenzione corrente.

## L'esercizio
Le locomotive riscossero un buon successo e si comportarono bene nell'esercizio corrente. La loro velocità progettuale di crociera, di 120 km/h, veniva mantenuta senza problemi e superava anche di 20–30 km/h quella media degli altri treni espressi. L'assetto di marcia si manteneva regolare, senza innesco di moti parassiti, anche alle velocità più elevate e ciò in ambedue i sensi di marcia.
Le prove di velocità eseguite sulla linea Berlino–Amburgo, sulla quale viaggiava l'Amburghese Volante, dimostrarono la capacità della locomotiva di raggiungere i 152 km/h.
Il loro servizio principale fu svolto attorno alla capitale, Budapest e anche sul breve percorso tra Miskolc e Košice. Una doppia trazione di "242" venne utilizzata anche nel traino del pesante convoglio Orient Express nella tratta tra Budapest e Biharkeresztes alla frontiera con la Romania.
Nel 1961 la 242.002 fu usata per collaudare un nuovo convoglio e raggiunse la velocità di 161 km/h stabilendo il record ungherese di velocità per locomotive a vapore.
L'unico esemplare sopravvissuto, la 242.001, dopo un lungo accantonamento statico a scopo museale è stato restaurato e posto in assetto di marcia nei primi anni duemila. L'unica variante apportata alla locomotiva ricostruita è stata l'eliminazione dei due deflettori di fumo laterali anteriori.

## Unità preservate

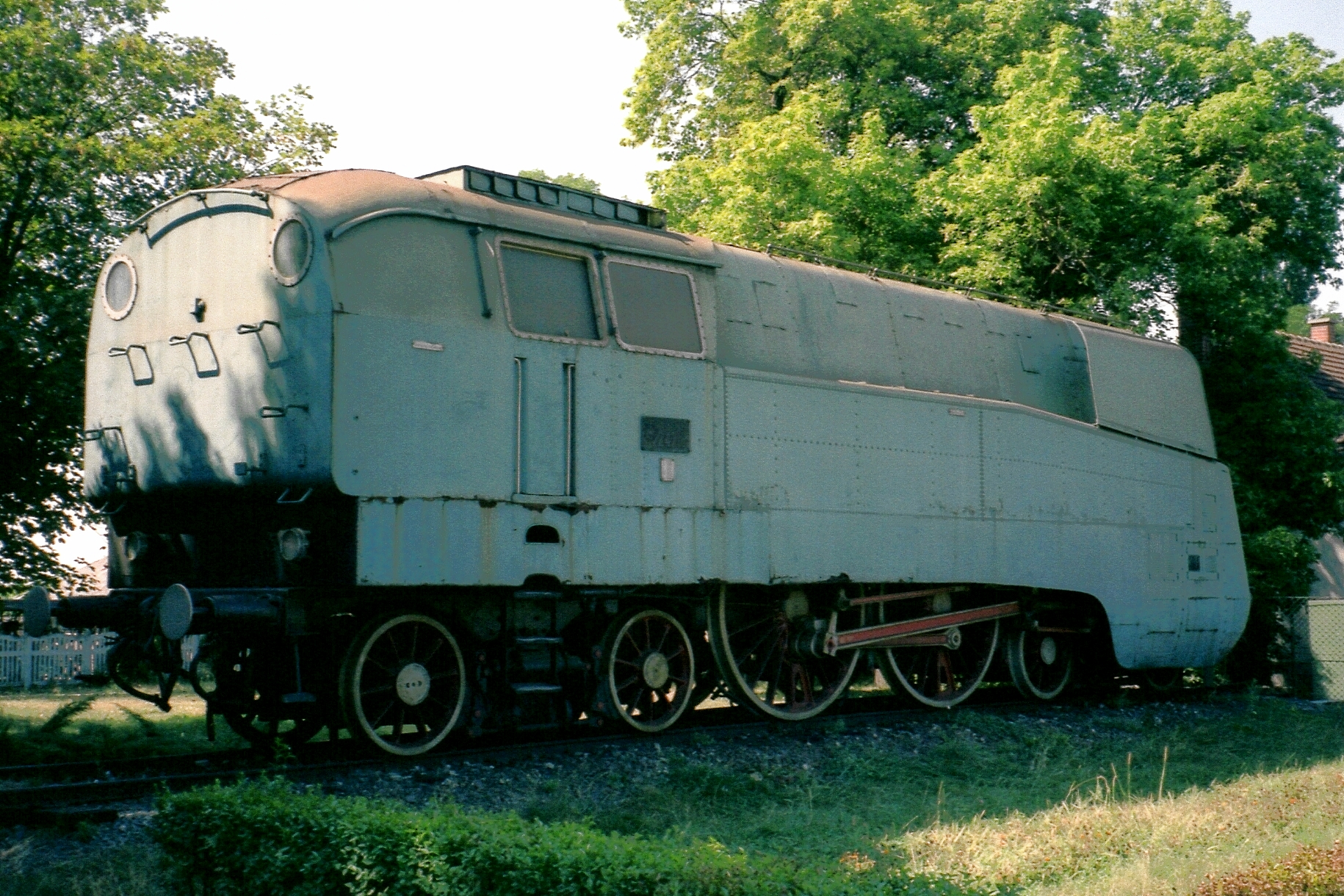
La 242.001 in esposizione statica all'aperto nel 1995; vista dal lato cabina di guida

Un esemplare, la 242.001, è sopravvissuta agli eventi. Dopo una lunga esposizione all'aperto in un parco, non funzionante, è stata restaurata e messa in ordine di marcia nel 2002 per far parte del parco rotabili del Museo ferroviario ungherese ed essere usata per treni storici e amatoriali.

## Locomotive simili di altre ferrovie
- Locomotiva DR 61.
- Locomotiva Milwaukee Road A "Hiawatha".
- Locomotiva LNER 4468 "The Mallard"